# 櫛田泰道
櫛田 泰道（くしだ やすみち、1976年6月6日 - 2023年4月1日）は、日本の男性声優。茨城県出身。マウスプロモーションに所属していた。

## 略歴
専門学校東京アナウンス学院、俳協演劇研究所、勝田声優学院、マウスプロモーション附属俳優養成所卒。
2010年代は生まれつきの持病で、数度入院していた。その度に体重は順調に減ったが、退院する度に順調に増えて、元通りになってしまったという。
それで定期検診の際に医者から「そろそろイカンよ」と言われてしまったという。
2020年時点では余命宣告を受けた訳ではなかったが、医者に「死ぬぞ」と言われたことから生活習慣を正して、運動習慣をつけて、痩せることにしていた
そのため、2020年時点では、「1、早寝早起きをする」、「2、3食バランスの良い食事を摂る」、「3、掃除をする」、「4、リングフィットを20分以上する」、「5、フィットボクシングを20分以上する」という『2020年5つの誓い』を制定していた。
2020年時点でのステータスは体重は117.40kg、体脂肪率は25.9%、内臓脂肪レベルは23level、骨格筋率は30.3%、体年齢は63才であった。
その後、2022年は櫛田の人生で、最も過酷な1年で、2023年は、当たり前な日常を、地道に積み上げていくのが目標にしていたが、2023年4月1日、死去。46歳没。死因は不明。生涯独身だった。

## 人物
声優としては、アニメ、外画を中心に活躍している。太い声で青年から中年まで演じる。
幼少期は父が監督だったため、少年野球をしていた。
声優を目指すきっかけとなった人物は青野武であり、小学生の頃から映画『霊幻道士』のチェン道士が好きだった。
趣味・特技はドラム。

## 後任
櫛田の死後、持ち役を引き継いだ声優は以下の通り。
| 後任     | 役名               | 概要作品                      | 後任の初出演                                    |
| -------- | ------------------ | ----------------------------- | ----------------------------------------------- |
| 星野貴紀 | シド・ハレワタール | 『ひろがるスカイ!プリキュア』 | 第23話                                          |
| 武田太一 | カ・サンテ         | 『League of Legends』         | Patch13.21                                      |
| 武田太一 | ハルク             | 『LEGO マーベル』             | 『LEGO マーベル/アベンジャーズ コード・レッド』 |

## 出演
太字はメインキャラクター。

### テレビアニメ
2004年
- お伽草子（海賊C）
- 双恋（先生）
- BLEACH（青鹿、死神や、死神こ、村人）

2005年
- 格闘美神 武龍（2005年 - 2006年、門下生、相撲部員A、宗民） - 2シリーズ
- ギャラリーフェイク（手下）
- CLUSTER EDGE（パイロット）
- ルパン三世 天使の策略 〜夢のカケラは殺しの香り〜（チンピラC）

2006年
- いぬかみっ!（マッチョB）
- おとぎ銃士 赤ずきん（町民）
- かたつむリンピック（ルーカス）
- 結界師（八つ手）
- 恋する天使アンジェリーク〜心のめざめる時〜（男）
- ゴーストハント（大橋）
- 女子高生 GIRL'S-HIGH（江崎）
- NARUTO -ナルト-（作業員、盗賊）
- びんちょうタン（しゅろ和尚）

2007年
- 風のスティグマ（男）
- NARUTO -ナルト- 疾風伝（2007年 - 2009年、砂の里の忍、リュウスイ）
- Hello Kitty りんごの森とパラレルタウン
- Myself ; Yourself（主審）

2008年
- レンタルマギカ（クライブ）
- 銀魂（おじいさん）
- ゴルゴ13（酔っ払いの男、殺し屋）
- シゴフミ（男子生徒）
- ドルアーガの塔 〜the Aegis of URUK〜（客）
- 隠の王（灰狼衆）
- ヤッターマン（第2作）（警備員）
- 我が家のお稲荷さま。（光牙、TVの声、公園の管理人、サラリーマン、板前、狼人間）

2010年
- COBRA THE ANIMATION（船主）
- 閃光のナイトレイド（今田新太郎）

2011年
- 30歳の保健体育（星銀河）

2012年
- BTOOOM!（近藤勇）

2013年
- 宇宙戦艦ヤマト2199（イデル・モンク）※2012年劇場先行公開

2014年
- ハイキュー!!（2014年 - 2016年、教頭） - 3シリーズ
- メカクシティアクターズ（村人F）

2017年
- アトム ザ・ビギニング（小山田）
- ボールルームへようこそ（男性教師、アナウンサー）

2018年
- BEATLESS（神木） - 2シリーズ
- フルメタル・パニック! Invisible Victory（ダオの手下B、警官C、闘技場の操縦士A）
- BANANA FISH（ウィリアム・キッパード）

2021年
- 白い砂のアクアトープ（具殿轟介）

2023年
- ひろがるスカイ!プリキュア（シド・ハレワタール〈初代〉）※遺作

### 劇場アニメ
- 劇場版 NARUTO -ナルト- 疾風伝（2007年）
- 宇宙戦艦ヤマト 復活篇（2009年）
- 宇宙ショーへようこそ（2010年、ヤブーパパ）
- planetarian 〜星の人〜（2016年、三ケ島吾朗[20]）

### OVA
- 鬼公子炎魔（2006年、膿腐吸魔〔ノブスマ〕）
- HELLSING（2006年、エディ警官[21]、北春日部老人会）
- 宇宙戦艦ヤマト2202 愛の戦士たち（2018年、ネルン・キーリング[22]）※ODS作品、2018年秋テレビ放送開始予定
- planetarian 〜雪圏球〜（2021年、三ヶ島吾朗[23]）

### Webアニメ
- カッコカワイイ宣言!（2011年、木こり[24]）
- planetarian 〜ちいさなほしのゆめ〜（2016年、三ケ島吾朗[20]）
- マウスどうぶつえん（2017年 - 2023年 、セントバーナードのやすみち / マウスプロイエロー）

### ゲーム
2003年
- 侍道2（一吉、仁平、三太）

2004年
- 3年B組金八先生 伝説の教壇に立て!（ヤラレ高校生A）
- ToHeart2

2005年
- クラッシュ・バンディクー がっちゃんこワールド（ドローン）
- 忍道 戒（大鷲のタイガ、赤目武士（B）、貞女武士（A））
- 戦国BASARA（兵士 他）
- Twelve〜戦国封神伝〜（マサライ、シセイ、ケツザン）

2006年
- 降魔霊符伝イヅナ（ナガサダ、タクシキ）
- 戦国BASARA2（兵士 他）
- BLEACH 〜放たれし野望〜（山下）

2007年
- 偽りの輪舞曲
- 忌火起草（渡辺正人）
- 降魔霊符伝イヅナ弐（ナガサダ、タクシキ、タゴサク）
- ジェットインパルス
- 戦国BASARA2 英雄外伝（兵士 他）
- バルドバレット イクリブリアム
- ひぐらしのなく頃に祭
- プリンセスメーカー5
- Halo 3

2008年
- イナズマイレブン（大野伝助、杉森威）
- 侍道3（藤森兵、野武士、村人、町人）
- スカイ・クロラ イノセン・テイセス（ダイバ）
- 装星機ガジェットロボ（コウガ、ガジェットマスターバン、アイザック）
- PRISM ARK -AWAKE-

2009年
- ラスト レムナント（スニーヴァン）

2010年
- コール オブ デューティ ブラックオプス（ネフスキー）

2011年
- 侍道4
- ガチトラ! 〜暴れん坊教師 in High School〜（岡崎勇作）

2015年
- レインボーシックス シージ （SLEDGE）

2017年
- 逆転オセロニア（グランティス）
- League of Legends（2017年 - 2023年、カ・サンテ〈初代〉）

2018年
- 武器よさらば（シャガ）
- 実況パワフルプロ野球2018（大一万大吉）
- 東京プリズン（轟譲司）

2019年
- Sdorica（ロウ）

2020年
- 龍が如く7 光と闇の行方

2021年
- planetarian 〜雪圏球〜（三ヶ島吾朗）

2022年
- AI: ソムニウム ファイル ニルヴァーナ イニシアチブ（厳）
- 信長の野望 覇道（宇佐美定満）

2023年
- OCTOPATH TRAVELER II

2024年
- 龍が如く8

### ドラマCD
- 愛と仁義に生きるのさ
- Angel's Feather Vol.7 Disc1
- planetarian 〜ちいさなほしのゆめ〜 第二章「エルサレム」（グエン・チャウ）
- ぼくたちと駐在さんの700日戦争 Part.2（レコード屋）
- MAUSU THEATER
- ルール・ブルー（ハンス）

### 吹き替え

#### 映画
- アントマン&ワスプ:クアントマニア（ゾラム〈ジェームズ・カトラー〉[33]）
- ウォルト・ディズニーのサンタクローズ3/クリスマス大決戦!
- 大いなる陰謀
- オーストラリア
- カーズ（マルコ・アクセルベンダー）
- キング・コング
- 300 〈スリーハンドレッド〉
- ゼア・ウィル・ビー・ブラッド
- ダーウィン・アワード
- 沈黙のステルス
- ディスタービア
- 鳥
- ハーレイ・クインの華麗なる覚醒 BIRDS OF PREY（ハッピー〈マット・ウィリグ〉[34]）
- バッドボーイズ2バッド ※テレビ朝日版
- パリス・ヒルトン in HOLLYWOOD☆SCANDAL（ラスティー）
- ビッグママ・ハウス2（ビショップ）
- 卑劣な街（ヨンピル）
- ファイナルカット
- フッテージ（保安官、ジョナス教授）[35]
- フランケンシュタイン
- レディ・イン・ザ・ウォーター

#### ドラマ
- iCarly
- アグリー・ベティ（レギュラー）
- アンフォゲッタブル 完全記憶捜査
- ER緊急救命室 シーズン13 #2（業者〈スティーヴン・リー・アレン〉）
- WITHOUT A TRACE/FBI 失踪者を追え! シーズン3 #7（エラン）
- NCIS 〜ネイビー犯罪捜査班 シーズン5 #9
- 三国志演義（許褚）※国際スタンダード版
- 笑傲江湖（童柏熊）
- CSI:マイアミ（レギュラー）
- ディフェンダーズ 闘う弁護士（ブレット）
- プリズン・ブレイク（マンチェ・サンチェス〈ジョセフ・ヌネズ〉）
- ホテリアー（イ主任）
- BONES シーズン1 #13（ホゼ）
- 私はラブ・リーガル3（ランス）

#### アニメ
- あつまれ!LEGO マーベル・スーパーヒーローズ（ハルク / ブルース・バナー）
- アベンジャーズ 地球最強のヒーロー（ハルク / ブルース・バナー）
- アベンジャーズ・アッセンブル（ハルク / ブルース・バナー）
- アルティメット・スパイダーマン（ハルク / ブルース・バナー）
- カーズ（マルコ・アクセルベンダー）
- スパイディとすごいなかまたち（ハルク / ブルース・バナー）
- ハルク: スマッシュ・ヒーローズ（ハルク / ブルース・バナー）
- フィニアスとファーブ マーベル・ヒーロー大作戦（ハルク / ブルース・バナー）
- 1990年代アニメ版アイアンマン（ハルク / ブルース・バナー）※ディズニープラス版

### テレビ番組
- 声♥遊倶楽部（1995年 - 1996年）Piパーズ

### その他コンテンツ
- オカネコ CM（2023年）[36]